# نانسي شايفر
نانسي سميث شايفر (28 يونيو 1936 – 26 مارس 2010 ) كانت شخصية سياسية أمريكية ومشرعة محافظة التي خدمت وتبوأت منصب في مجلس شيوخ ولاية جورجيا من عام 2004 إلى عام 2008.

## تعليمها
ولدت شايفر في كلايتون ، جورجيا وهي من أصل ألماني، تعلمت نانسي في جامعة جورجيا وكلية أتلانتا للفنون. ثم حصلت على درجة البكالوريوس من كلية ويسليان.

## مسيرتها السياسية
أصبحت شايفر ناشطة سياسية محافظة بارزة في ولاية جورجيا في سنوات الثمانينيات. ترشحت بعد ذلك لمنصب عمدة أتلانتا في عام 1993، قبل أن تعين كمرشحة الحزب الجمهوري لمنصب نائب حاكم جورجيا في عام 1994،  حيث خسرت أمام المرشح الديموقراطي الذي كانت يتبوأ المنصب آنذاك بيير هوارد. سعت دون جدوى إلى أن تكون مرشحة الحزب الجمهوري لمنصب الحاكم في عام 1998، حيث نالت المركز الثالث خلف جاي ميلنر ومايك باورز بنسبة 7.7 ٪ من الأصوات في الانتخابات التمهيدية للحزب. تم إنتخابها لمجلس شيوخ الولاية في عام 2004 كمنتخبة المنطقة الخمسين في الولاية الشمالية، حيث خدمت حتى هُزمت على يد جيم بتروورث في الانتخابات التمهيدية للحزب الجمهوري في عام 2008. كما سعت أيضًا إلى إنتزاع ترشيح الحزب الجمهوري عن الدائرة العاشرة للكونغرس في جورجيا من بول برون في عام 2008، لكنها سحبت ترشيحها قبل الإنتخابات التمهيدية.

## المعتقدات
طوال حياتها المهنية كناشطة وسياسية، كانت نانسي مدافعة قيادية عن القضايا المسيحية المحافظة، وكانت معارضة لقسم خدمات حماية الطفل (المعروف أيضًا باسم قسم الأطفال والعائلات). بعد أربع سنوات من التحقيق، نشرت شايفر في تاريخ 16 نوفمبر /تشرين الثاني عام 2007 تقريراً بعنوان «الأعمال الفاسدة لخدمات حماية الطفل». وبعد نشر التقرير، صرحت في مؤتمر صحفي بأن التقرير هذا الذي اعددته تسبب لها في فقدان منصبها كعضو في مجلس الشيوخ عن ولاية جورجيا. بالإضافة إلى ذلك، إتخذت موقف ثابت وقوي في دعمها للأجندة المناهضة للإجهاض، وعارضت أيضًا زواج المثليين. في التعبير عن معتقداتها المسيحية، روجت نانسي لعرض الوصايا العشر في الأماكن العامة. كانت مسؤولة كبيرة في الكنيسة المعمدانية، بعد أن عملت كنائب أول لرئيس مؤتمر جورجيا المعمداني.

## جريمة قتلها
تم العثور على شايفر جثة ميتة في منزلها في تورنرفيل، جورجيا في مقاطعة هابرشام في تاريخ 26 مارس 2010، حيث قتلت بعيار ناري واحد (رصاصة واحدة) في ظهرها مع زوجها بروس شايفر، لقد كانا زوجين لمدة 52 عامًا، تم العثور على بروس مصابًا بعيار ناري واحد (رصاصة واحدة) في صدره. تلخص تقرير الشرطة على أن الوفيات كانت نتيجة القتل مع الإنتحار على يد الزوج، لكن الدافع وراء القتل لم يكن واضحًا ولم يتم إثباته مطلقًا.
قبل وفاتها، قامت نانسي بنشر وترويج تقرير " الأعمال الفاسدة لخدمات حماية الطفل "،  مما أدى إلى إنبثاق نظريات مؤامرة وشكوك حول ظروف جريمة قتلها. عند وفاتها، صرح زميلها السناتور رالف هادجنز تأبين الذي يوصفها بأنها «تقريبا مثل نجم موسيقى الروك لليمين المسيحي»، (بمعنى أنها كانت نجمة مشهورة بالنسبة لليمين المسيحي.